# Bellona Club
Bellona Club (titolo originale The Unpleasantness at the Bellona Club) è un romanzo giallo del 1928 di Dorothy L. Sayers. È il quarto romanzo della serie con protagonista l'investigatore dilettante Lord Peter Wimsey.

## Trama
Il Bellona Club è uno dei tanti club londinesi dove non è raro vedere anziani gentiluomini sonnecchiare tranquillamente sulle poltrone del salotto vicino al caminetto. I membri del circolo sono in prevalenza militari ed ex-militari e una delle sue figure più rappresentative è il generale Fentiman, eroe della guerra di Crimea, ormai novantenne ma ancora attivo. Una sera, però, l'anziano ufficiale viene trovato morto nella sua solita poltrona dal nipote George e da Lord Peter Wimsey, nobiluomo con l'hobby della criminologia. Un evento in apparenza assolutamente naturale, anche se all'occhio attento di Lord Peter non sfugge una piccola discrepanza nell'aspetto del cadavere. Ma, qualche giorno dopo, la morte del generale assume un'importanza inattesa. La sorella, Lady Dormer, dalla quale Fentiman si era estraniato da anni per un dissidio in famiglia, è infatti morta nello stesso giorno, alle 10:37 del mattino. In base ai termini del testamento, l'ingente patrimonio della signora sarebbe andato al generale, se questi fosse stato ancora vivo, e sarebbe quindi passato ai due nipoti, George e Robert. Ma se il generale è morto prima di Lady Dormer, ai nipoti spetta solo un piccolo lascito e il grosso dell'eredità va alla dama di compagnia della signora, Ann Dorland. Diventa quindi di fondamentale importanza accertarsi dell'ora esatta della morte del generale. Lord Peter viene incaricato dai legali delle due parti di svolgere discretamente indagini e ben presto scopre delle circostanze sospette, come per esempio il fatto che il generale non abbia passato in casa sua la notte precedente alla sua morte e che nessuno l'abbia visto arrivare al club quella mattina alla solita ora. Per quanto circondato dallo scetticismo generale, Wimsey dimostra che il decesso del generale non è dovuto a cause naturali: l'anziano militare è stato assassinato.

## Personaggi principali
- Lord Peter Wimsey - investigatore dilettante
- Charles Parker - ispettore di Scotland Yard
- Bunter - maggiordomo di Lord Peter
- Generale Fentiman - anziano gentiluomo
- Maggiore Robert Fentiman - nipote del generale
- Capitano George Fentiman - nipote del generale
- Sheila Fentiman - moglie di George
- Lady Dormer - anziana vedova, sorella del generale
- Ann Dorland - dama di compagnia di Lady Dormer
- Dottor Penberthy - medico militare
- Murbles - avvocato della famiglia Fentiman
- Marjorie Phelps - artista, amica di Lord Peter e di Ann Dorland
- Salcombe Hardy - giornalista
- Capitano Culyer - segretario del Bellona Club
- Colonnello Marchbanks, Dick Challoner, Wetheridge - soci del Bellona Club

## Opere derivate
Il romanzo è stato adattato per una mini serie televisiva, The Unpleasantness at the Bellona Club, trasmessa dalla BBC nel febbraio 1973, per la regia di Ronald Wilson, con Ian Carmichael nel ruolo di Peter Wimsey, Anna Cropper in quello di Ann Dorland e Donald Pickering nella parte del dottor Penberthy.

## Edizioni
- Dorothy L. Sayers, Bellona Club, traduzione di Grazia Maria Griffini, I Classici del Giallo Mondadori, n. 597, Mondadori, 1989,  p. 221.